# Богдан Лобонц
Богдан Лобонц (рум. Bogdan Lobonț, нар. 18 січня 1978, Хунедоара) — румунський футболіст, що грав на позиції воротаря за низку європейських команд і національну збірну Румунії.
По завершенні ігрової кар'єри — тренер. З 2018 року очолює тренерський штаб команди «Університатя» (Клуж-Напока).

## Клубна кар'єра
Народився 18 січня 1978 року в місті Хунедоара. Вихованець футбольної школи клубу «Корвінул».
У дорослому футболі дебютував 1997 року виступами за команду клубу «Рапід» (Бухарест), в якій провів три сезони, взявши участь у 80 матчах чемпіонату. Протягом цих років виборов титул чемпіона Румунії, а також став володарем кубку та суперкубку країни.
Своєю грою за останню команду привернув увагу представників тренерського штабу клубу «Аякса», до складу якого приєднався 2000 року, проте в новій команді заграти не зміг і в кінці 2001 року був відданий в оренду до кінця сезону «Динамо» (Бухарест), в якому Лобонц допоміг команді здобути титул чемпіона Румунії.
Після повернення до «Аякса» Богдан так і не став основним голкіпером, хоча і здобув разом з командою титул чемпіона Нідерландів і на початку 2006 року перейшов у італійську «Фіорентину», де провів півтора сезони.
Протягом 2007–2009 років знову захищав кольори «Динамо» (Бухарест). Протягом цих років додав до переліку своїх трофеїв ще один титул чемпіона Румунії.
2009 року приєднався до італійської «Роми», ставши її резервним голкіпером. Протягом перших чотирьох років у команди відіграв за «вовків» 28 матчів в усіх турнірах. Протягом наступних трьох сезонів у жодній офіційній грі на клубному рівні участі не брав, утім влітку 2016 року отримав і прийняв пропозицію подовжити співпрацю з «Ромою» ще на два роки. Влітку 2018 року, так і не зігравши жодної гри за попередні п'ять років, оголосив про завершення ігрової кар'єри.

## Виступи за збірні
Протягом 1997–1998 років залучався до складу молодіжної збірної Румунії. На молодіжному рівні зіграв у 10 офіційних матчах.
1998 року дебютував в офіційних матчах у складі національної збірної Румунії.
У складі збірної був учасником чемпіонату Європи 2000 року у Бельгії та Нідерландах, та чемпіонату Європи 2008 року в Австрії та Швейцарії.
Загалом протягом кар'єри у збірній, що тривала 20 років, провів у формі головної команди країни 86 матчів.

## Кар'єра тренера
Відразу по завершенні ігрової кар'єри 2018 року повернувся на батьківщину, очоливши тренерський штаб «Університаті» (Клуж-Напока), команди другого румунського дивізіону.

## Статистика виступів

### Статистика клубних виступів
| Сезон                         | Команда                       | Чемпіонат         | Чемпіонат | Чемпіонат | Національний кубок | Національний кубок | Національний кубок | Континентальні кубки | Континентальні кубки | Континентальні кубки | Інші змагання | Інші змагання | Інші змагання | Усього | Усього |
| Сезон                         | Команда                       | Ліга              | Ігор      | Голів     | Ліга               | Ігор               | Голів              | Ліга                 | Ігор                 | Голів                | Ліга          | Ігор          | Голів         | Ігор   | Голів  |
| ----------------------------- | ----------------------------- | ----------------- | --------- | --------- | ------------------ | ------------------ | ------------------ | -------------------- | -------------------- | -------------------- | ------------- | ------------- | ------------- | ------ | ------ |
| 1995-96                       | «Корвінул»                    | B                 | 6         | —         |                    |                    |                    |                      |                      |                      |               |               |               | 6      | -      |
| 1996-97                       | «Корвінул»                    | B                 | 34        | —         |                    |                    |                    |                      |                      |                      |               |               |               | 34     | -      |
| Усього за «Корвінул»          | Усього за «Корвінул»          |                   | 40        | —         |                    |                    |                    |                      |                      |                      |               |               |               | 40     | -      |
| 1997-98                       | «Рапід» (Бухарест)            | A                 | 33        | —         |                    |                    |                    |                      |                      |                      |               |               |               | 33     | -      |
| 1998-99                       | «Рапід» (Бухарест)            | A                 | 31        | —         |                    |                    |                    |                      |                      |                      |               |               |               | 31     | -      |
| 1999-00                       | «Рапід» (Бухарест)            | A                 | 16        | —         |                    |                    |                    | ЛЧ                   | 2                    | −5                   |               |               |               | 18     | −5     |
| Усього за «Рапід» (Бухарест)  | Усього за «Рапід» (Бухарест)  |                   | 80        | —         |                    |                    |                    |                      | 2                    | −5                   |               |               |               | 82     | −5     |
| 2000-01                       | «Аякс»                        | E                 | 1         | -?        | КН                 | ?                  | -?                 | КУЄФА                | 0                    | −0                   |               |               |               | 1      | -      |
| 2001-січ. 2002                | «Аякс»                        | E                 | 0         | −0        | КН                 | ?                  | -?                 | ЛЧ+КУЄФА             | 0                    | −0                   |               |               |               | 0      | -      |
| січ.-лип. 2002                | «Динамо» (Бухарест)           | A                 | 22        | —         |                    |                    |                    |                      |                      |                      |               |               |               | 22     | -      |
| 2002-03                       | «Аякс»                        | E                 | 17        | -?        | КН                 | ?                  | -?                 | ЛЧ                   | 6                    | −6                   |               |               |               | 23     | −6     |
| 2003-04                       | «Аякс»                        | E                 | 24        | -?        | КН                 | ?                  | -?                 | ЛЧ                   | 7                    | −8                   |               |               |               | 31     | −8     |
| 2004-05                       | «Аякс»                        | E                 | 7         | -?        | КН                 | ?                  | -?                 | ЛЧ                   | 2                    | −4                   |               |               |               | 9      | −4     |
| 2005-січ. 06                  | «Аякс»                        | E                 | 0         | −0        | КН                 | ?                  | -?                 | ЛЧ                   | 0                    | −0                   |               |               |               | 0      | −0     |
| Усього за «Аякс»              | Усього за «Аякс»              |                   | 49        | -?        |                    | ?                  | -?                 |                      | 15                   | −18                  |               |               |               | 64     | −18    |
| січ.-лип. 2006                | «Фіорентина»                  | A                 | 17        | —         | КІ                 | —                  | —                  |                      | —                    | —                    |               | —             | —             | 17     | -      |
| 2006-07                       | «Фіорентина»                  | A                 | 0         | −0        | КІ                 | 0                  | −0                 |                      | —                    | —                    |               | —             | —             | 0      | −0     |
| Усього за «Фіорентину»        | Усього за «Фіорентину»        |                   | 17        | —         |                    | 0                  | −0                 |                      | —                    | —                    |               | —             | —             | 17     | -      |
| січ.-лип. 2007                | «Динамо» (Бухарест)           | A                 | 14        | —         |                    |                    |                    | КУЄФА                | 2                    | −3                   |               |               |               | 16     | −3     |
| 2007-08                       | «Динамо» (Бухарест)           | A                 | 32        | —         |                    |                    |                    | ЛЧ+КУЄФА             | 2+2                  | −4 + −2              |               |               |               | 36     | −6     |
| 2008-09                       | «Динамо» (Бухарест)           | A                 | 25        | —         |                    |                    |                    | КУЄФА                | 2                    | −1                   |               |               |               | 27     | −1     |
| Усього за «Динамо» (Бухарест) | Усього за «Динамо» (Бухарест) |                   | 93        | —         |                    |                    |                    |                      | 8                    | −10                  |               |               |               | 101    | −10    |
| 2009-10                       | «Рома»                        | A                 | 2         | −1        | КІ                 | 0                  | −0                 | ЛЄ                   | 1                    | −0                   |               | —             | —             | 3      | −1     |
| 2010-11                       | «Рома»                        | A                 | 6         | −4        | КІ                 | 0                  | −0                 | ЛЧ                   | 3                    | −5                   | СІ            | 1             | −3            | 10     | −12    |
| 2011–12                       | «Рома»                        | A                 | 9         | -10       | КІ                 | 0                  | -0                 | ЛЄ                   | 0                    | -0                   | -             | -             | -             | 9      | -10    |
| 2012–13                       | «Рома»                        | A                 | 5         | -2        | КІ                 | 1                  | -1                 | -                    | -                    | -                    | -             | -             | -             | 6      | -3     |
| 2013–14                       | «Рома»                        | A                 | 0         | -0        | КІ                 | 0                  | -0                 | -                    | -                    | -                    | -             | -             | -             | 0      | -0     |
| 2014–15                       | «Рома»                        | A                 | 0         | -0        | КІ                 | 0                  | -0                 | ЛЧ                   | -                    | -                    | -             | -             | -             | 0      | -0     |
| 2015–16                       | «Рома»                        | A                 | 0         | -0        | КІ                 | 0                  | -0                 | ЛЧ                   | 0                    | -0                   | -             | -             | -             | 0      | -0     |
| 2016–17                       | «Рома»                        | A                 | 0         | -0        | КІ                 | 0                  | -0                 | ЛЧ+ЛЄ                | 0±0                  | 0±0                  | -             | -             | -             | 0      | -0     |
| 2017–18                       | «Рома»                        | A                 | 0         | -0        | КІ                 | 0                  | -0                 | ЛЧ                   | 0                    | -0                   | -             | -             | -             | 0      | -0     |
| Усього за «Рому»              | Усього за «Рому»              | Усього за «Рому»  | 22        | -17       |                    | 1                  | -1                 |                      | 4                    | -5                   |               | 1             | -3            | 28     | -26    |
| Усього за кар'єру             | Усього за кар'єру             | Усього за кар'єру | 301       | -147+     |                    | 8                  | -8                 |                      | 32                   | -43                  |               | 1             | -3            | 342    | –1+    |

### Статистика виступів за збірну
| Дата       | Місто                  | Господарі          | Результат               | Гості                | Турнір             | Голи | Примітки |
| ---------- | ---------------------- | ------------------ | ----------------------- | -------------------- | ------------------ | ---- | -------- |
| 2-9-1998   | Бухарест               | Румунія            | 7 – 0                   | Ліхтенштейн          | Відбір до ЧЄ 2000  | -    |          |
| 3-3-1999   | Бухарест               | Румунія            | 2 – 0                   | Естонія              | товариський матч   | -    | 89'      |
| 31-3-1999  | Баку                   | Азербайджан        | 0 – 1                   | Румунія              | Відбір до ЧЄ 2000  | -    |          |
| 5-6-1999   | Бухарест               | Румунія            | 2 – 0                   | Угорщина             | Відбір до ЧЄ 2000  | -    |          |
| 9-6-1999   | Бухарест               | Румунія            | 4 – 0                   | Азербайджан          | Відбір до ЧЄ 2000  | -    |          |
| 18-8-1999  | Лімасол                | Кіпр               | 2 – 2                   | Румунія              | товариський матч   | -1   | 38'      |
| 4-2-2000   | Ларнака                | Грузія             | 1 – 1 д.ч. (2 – 4 п.п.) | Румунія              | товариський матч   | -1   |          |
| 29-3-2000  | Афіни                  | Греція             | 2 – 0                   | Румунія              | товариський матч   | -1   | 81'      |
| 26-4-2000  | Констанца              | Румунія            | 2 – 0                   | Кіпр                 | товариський матч   | -    | 78'      |
| 27-5-2000  | Амстердам              | Нідерланди         | 2 – 1                   | Румунія              | товариський матч   | -2   |          |
| 3-6-2000   | Бухарест               | Румунія            | 2 – 1                   | Греція               | товариський матч   | -1   | 86'      |
| 16-8-2000  | Бухарест               | Румунія            | 1 – 1                   | Польща               | товариський матч   | -1   | 46'      |
| 15-11-2000 | Бухарест               | Румунія            | 2 – 1                   | Югославія            | товариський матч   | -1   |          |
| 5-12-2000  | Аннаба                 | Алжир              | 3 – 2                   | Румунія              | товариський матч   | -3   |          |
| 5-9-2001   | Будапешт               | Угорщина           | 0 – 2                   | Румунія              | Відбір до ЧС 2002  | -    |          |
| 6-10-2001  | Бухарест               | Румунія            | 1 – 1                   | Грузія               | Відбір до ЧС 2002  | -1   |          |
| 14-11-2001 | Бухарест               | Румунія            | 1 – 1                   | Словенія             | Відбір до ЧС 2002  | -1   |          |
| 13-2-2002  | Сен-Дені               | Франція            | 2 – 1                   | Румунія              | товариський матч   | -2   |          |
| 27-3-2002  | Будапешт               | Румунія            | 4 – 1                   | Україна              | товариський матч   | -    | 46'      |
| 17-4-2002  | Бидгощ                 | Польща             | 1 – 2                   | Румунія              | товариський матч   | -1   |          |
| 12-2-2003  | Ларнака                | Румунія            | 2 – 1                   | Словаччина           | товариський матч   | -1   |          |
| 29-3-2003  | Бухарест               | Румунія            | 2 – 5                   | Данія                | Відбір до ЧЄ 2004  | -5   |          |
| 30-4-2003  | Каунас                 | Литва              | 0 – 1                   | Румунія              | Відбір до ЧЄ 2004  | -    | 46'      |
| 7-6-2003   | Крайова                | Румунія            | 2 – 0                   | Боснія і Герцеговина | Відбір до ЧЄ 2004  | -    |          |
| 11-6-2003  | Осло                   | Норвегія           | 1 – 1                   | Румунія              | Відбір до ЧЄ 2004  | -1   |          |
| 6-9-2003   | Плоєшті                | Румунія            | 4 – 0                   | Люксембург           | Відбір до ЧЄ 2004  | -    |          |
| 10-9-2003  | Копенгаген             | Данія              | 2 – 2                   | Румунія              | Відбір до ЧЄ 2004  | -2   |          |
| 11-10-2003 | Бухарест               | Румунія            | 1 – 1                   | Японія               | товариський матч   | -1   |          |
| 16-11-2003 | Анкона                 | Італія             | 1 – 0                   | Румунія              | товариський матч   | -1   |          |
| 31-3-2004  | Глазго                 | Шотландія          | 1 – 2                   | Румунія              | товариський матч   | -1   | 46'      |
| 28-4-2004  | Бухарест               | Румунія            | 5 – 1                   | Німеччина            | товариський матч   | -1   |          |
| 27-5-2004  | Дублін                 | Ірландія           | 1 – 0                   | Румунія              | товариський матч   | -    | 46'      |
| 18-8-2004  | Бухарест               | Румунія            | 2 – 1                   | Фінляндія            | Відбір до ЧС 2006  | -1   |          |
| 4-9-2004   | Бухарест               | Румунія            | 2 – 1                   | Північна Македонія   | Відбір до ЧС 2006  | -1   |          |
| 8-9-2004   | Андорра-ла-Велья       | Андорра            | 1 – 5                   | Румунія              | Відбір до ЧС 2006  | -1   |          |
| 9-10-2004  | Прага                  | Чехія              | 1 – 0                   | Румунія              | Відбір до ЧС 2006  | -1   |          |
| 26-3-2005  | Бухарест               | Румунія            | 0 – 2                   | Нідерланди           | Відбір до ЧС 2006  | -2   |          |
| 30-3-2005  | Скоп'є                 | Північна Македонія | 1 – 2                   | Румунія              | Відбір до ЧС 2006  | -1   |          |
| 4-6-2005   | Роттердам              | Нідерланди         | 2 – 0                   | Румунія              | Відбір до ЧС 2006  | -2   |          |
| 8-6-2005   | Констанца              | Румунія            | 3 – 0                   | Вірменія             | Відбір до ЧС 2006  | -    |          |
| 17-8-2005  | Констанца              | Румунія            | 2 – 0                   | Андорра              | Відбір до ЧС 2006  | -    |          |
| 3-9-2005   | Констанца              | Румунія            | 2 – 0                   | Чехія                | Відбір до ЧС 2006  | -    |          |
| 8-10-2005  | Гельсінкі              | Фінляндія          | 0 – 1                   | Румунія              | Відбір до ЧС 2006  | -    |          |
| 12-11-2005 | Ле-Ман                 | Румунія            | 1 – 2                   | Кот-д'Івуар          | товариський матч   | -2   |          |
| 1-3-2006   | Бухарест               | Румунія            | 2 – 0                   | Словенія             | товариський матч   | -    |          |
| 24-5-2006  | Лос-Анджелес           | Уругвай            | 2 – 0                   | Румунія              | товариський матч   | -2   |          |
| 27-5-2006  | Чикаго                 | Румунія            | 0 – 0                   | Колумбія             | товариський матч   | -    |          |
| 16-8-2006  | Констанца              | Румунія            | 2 – 0                   | Кіпр                 | товариський матч   | -    | 46'      |
| 2-9-2006   | Констанца              | Румунія            | 2 – 2                   | Болгарія             | Відбір до ЧЄ 2008  | -2   |          |
| 6-9-2006   | Тирана                 | Албанія            | 0 – 2                   | Румунія              | Відбір до ЧЄ 2008  | -    |          |
| 7-2-2007   | Бухарест               | Румунія            | 2 – 0                   | Молдова              | товариський матч   | -    | 46'      |
| 24-3-2007  | Роттердам              | Нідерланди         | 0 – 0                   | Румунія              | Відбір до ЧЄ 2008  | -    | 35'      |
| 28-3-2007  | П'ятра-Нямц            | Румунія            | 3 – 0                   | Люксембург           | Відбір до ЧЄ 2008  | -    |          |
| 2-6-2007   | Целє (місто)           | Словенія           | 1 – 2                   | Румунія              | Відбір до ЧЄ 2008  | -1   |          |
| 6-6-2007   | Тімішоара              | Румунія            | 2 – 0                   | Словенія             | Відбір до ЧЄ 2008  | -    |          |
| 22-8-2007  | Бухарест               | Румунія            | 2 – 0                   | Туреччина            | товариський матч   | -    |          |
| 8-9-2007   | Мінськ                 | Білорусь           | 1 – 3                   | Румунія              | Відбір до ЧЄ 2008  | -1   |          |
| 13-10-2007 | Констанца              | Румунія            | 1 – 0                   | Нідерланди           | Відбір до ЧЄ 2008  | -    |          |
| 17-10-2007 | Люксембург             | Люксембург         | 0 – 2                   | Румунія              | Відбір до ЧЄ 2008  | -    |          |
| 17-11-2007 | Софія (місто)          | Болгарія           | 1 – 0                   | Румунія              | Відбір до ЧЄ 2008  | -1   |          |
| 21-11-2007 | Бухарест               | Румунія            | 6 – 1                   | Албанія              | Відбір до ЧЄ 2008  | -1   | кап.     |
| 6-2-2008   | Рамат-Ган              | Ізраїль            | 1 – 0                   | Румунія              | товариський матч   | -1   |          |
| 31-5-2008  | Бухарест               | Румунія            | 4 – 0                   | Чорногорія           | товариський матч   | -    | 45'      |
| 9-6-2008   | Цюрих                  | Румунія            | 0 – 0                   | Франція              | ЧЄ 2008 - 1-й етап | -    |          |
| 13-6-2008  | Цюрих                  | Італія             | 1 – 1                   | Румунія              | ЧЄ 2008 - 1-й етап | -1   |          |
| 17-6-2008  | Берн                   | Нідерланди         | 2 – 0                   | Румунія              | ЧЄ 2008 - 1-й етап | -2   |          |
| 20-8-2008  | Констанца              | Румунія            | 1 – 0                   | Латвія               | товариський матч   | -    |          |
| 6-9-2008   | Клуж-Напока            | Румунія            | 0 – 3                   | Литва                | Відбір до ЧС 2010  | -3   |          |
| 10-9-2008  | Торсгавн               | Фарерські острови  | 0 – 1                   | Румунія              | Відбір до ЧС 2010  | -    |          |
| 11-10-2008 | Констанца              | Румунія            | 2 – 2                   | Франція              | Відбір до ЧС 2010  | -2   |          |
| 19-11-2008 | Бухарест               | Румунія            | 2 – 1                   | Грузія               | товариський матч   | -1   | кап. 46' |
| 11-2-2009  | Бухарест               | Румунія            | 1 – 2                   | Хорватія             | товариський матч   | -1   | 46'      |
| 28-3-2009  | Констанца              | Румунія            | 2 – 3                   | Сербія               | Відбір до ЧС 2010  | -3   |          |
| 1-4-2009   | Клагенфурт-ам-Вертерзе | Австрія            | 2 – 1                   | Румунія              | Відбір до ЧС 2010  | -2   |          |
| 29-5-2010  | Львів                  | Україна            | 3 – 2                   | Румунія              | товариський матч   | -3   |          |
| 5-6-2010   | Санкт-Файт-ан-дер-Глан | Румунія            | 3 – 0                   | Гондурас             | товариський матч   | -    | 83'      |
| 11-8-2010  | Стамбул                | Туреччина          | 2 – 0                   | Румунія              | Відбір до ЧЄ 2012  | -2   |          |
| 3-9-2010   | П'ятра-Нямц            | Румунія            | 1 – 1                   | Албанія              | Відбір до ЧЄ 2012  | -1   |          |
| 30-5-2012  | Люцерн                 | Швейцарія          | 0 – 1                   | Румунія              | товариський матч   | -    |          |
| 15-8-2012  | Любляна                | Словенія           | 4 – 3                   | Румунія              | товариський матч   | -4   |          |
| 7-9-2012   | Таллінн                | Естонія            | 0 – 2                   | Румунія              | Відбір до ЧС 2014  | -    |          |
| 11-9-2012  | Бухарест               | Румунія            | 4 – 0                   | Андорра              | Відбір до ЧС 2014  | -    | 45'      |
| 4-6-2013   | Бухарест               | Румунія            | 4 – 0                   | Тринідад і Тобаго    | товариський матч   | -    | кап.     |
| 11-10-2013 | Ашоваль                | Андорра            | 0 – 4                   | Румунія              | Відбір до ЧС 2014  | -    |          |
| 15-11-2013 | Афіни                  | Греція             | 3 – 1                   | Румунія              | Відбір до ЧС 2014  | -3   |          |
| 5-6-2018   | Плоєшті                | Румунія            | 2 – 0                   | Фінляндія            | товариський матч   | -    | 87'      |
| Усього     |                        | Матчів (9 місце)   | 86                      |                      | Голів              | -77  |          |

## Титули і досягнення
- Чемпіон Румунії (3):

«Рапід» (Бухарест): 1998-99
«Динамо» (Бухарест): 2001-02, 2006-07
- Чемпіон Нідерландів (1):

«Аякс»: 2003-04
- Володар Кубка Румунії (1):

«Рапід» (Бухарест): 1997-98